# Neolucia occidens
Neolucia occidens är en fjärilsart som beskrevs av Waterhouse och Charles Lyell 1914. Neolucia occidens ingår i släktet Neolucia och familjen juvelvingar. Inga underarter finns listade i Catalogue of Life.